# Fiona Pacifico Griffini-Grasser
Fiona Pacifico Griffini-Grasser (* 21. Jänner 1965 als Fiona Winter in Basel) ist eine Unternehmerin und Modeschöpferin aus Österreich. Sie tritt in der Öffentlichkeit auch unter der selbstgewählten Bezeichnung Fiona Swarovski auf.

## Leben
Fiona Pacifico Griffini-Grasser wurde 1965 als Tochter von Marina Giori, geb. Langes, und dem Basler Unternehmer Philipp Winter geboren.
Sie studierte in Basel, Lausanne, London und Lugano Kunstgeschichte und arbeitete anschließend für das Auktionshaus Sotheby’s. Später besuchte sie die Parsons School of Design in New York und gründete 2002 das Designunternehmen Fiona Winter Studio in Mailand.
Pacifico Griffini-Grasser gilt als Mitglied der österreichischen High Society und ist als solche immer wieder Gegenstand von Medienberichten. Sie lebt mit ihrer Familie in Kitzbühel.

## Familie
Pacifico Griffini-Grassers Mutter Marina Giori-Lhota, geb. Langes (* 1935), ist eine Urenkelin von Daniel Swarovski und besitzt mit rund 13 Prozent nach ihrem Neffen Markus Langes-Swarovski den zweitgrößten Anteil an der Swarovski KG. Marinas Mutter Gertrude Langes (1916–2007) war als Tochter von Daniel Swarovskis Sohn Alfred (1891–1960) eine geborene Swarovski. Fiona Pacifico Griffini-Grasser hat eine Schwester namens Anouschka Vogiatzakis, geb. Winter.
Fiona Pacifico Griffini-Grasser war in erster Ehe mit dem Schweizer Financier Giovanni Mahler verheiratet. Aus einer zweiten Ehe mit dem Italiener Andrea Pacifico Griffini stammen ihre beiden Söhne (* 1991 und * 1994). Mit ihrem dritten Ehemann, dem italienischen Finanzmanager John Balzarini, hat sie eine Tochter (* 2001). 2005 heiratete Fiona Pacifico Griffini-Grasser nach kurzer Liaison den damaligen österreichischen Finanzminister Karl-Heinz Grasser unter großer Medienaufmerksamkeit. Mit Grasser bekam sie 2007 eine weitere Tochter.

## Sonstiges
Der österreichische Rapper Yung Hurn veröffentlichte unter dem Künstlernamen Fiona Swarovski Jr. das Lied Gift. 2008 sorgte Swarovski mit einem Ausspruch zum Thema Teuerungen im Kontext der herrschenden Wirtschaftskrise für Aufsehen und Kritik: „Wenn man Platz auf der Terrasse hat, sein Gemüse und seinen Salat und seine Tomaten selber auf der Terrasse wachsen lassen“.